# Klinika za psihološku medicinu KBC Zagreb
Klinika za psihološku medicinu, klinika psihološke medicine u sklopu KBC Zagreb. U Hrvatskoj je vodeća znanstvena i edukacijska psihoterapijska ustanova i vodeća ustanova u području dječje i adolescentne psihijatrije i psihoterapije. Nalazi se u Kišpatićevoj 12, Zagreb.
Visokospecijalizirana je psihoterapijska ustanova s ugledom u svijetu i predstavlja referentni centar za psihoterapiju ministarstva zdravstva.
Nastavna baza Medicinskog fakulteta Sveučilišta u Zagrebu. Kao takva razvija edukacijske programe u okviru dodiplomske i poslijediplomske nastave te programe trajne edukacije za medicinsko osoblje u području mentalnog zdravlja: liječnike, medicinske sestre i medicinske tehničare i ostale djelatnike. Predstavlja edukacijsku bazu u dijelu specijalizacije iz psihijatrije koji se odnosi na psihoterapiju za sve specijalizante psihijatrije u Hrvatskoj.
U dosadašnjem krugu djelovanja Klinike bile su osjetljive društvene populacije kao što su djeca, mladež i hrvatski branitelji. Stara zgrada Klinike srušena je do temelja 2007. godine i na njenom mjestu sagrađena nova, upravo arhitektonski prilagođena za potrebe psihijatrije i psihoterapije, što čini zgradu Klinike najmlađom u okviru KBC-a Zagreb. Bila je jedini edukativni punkt za psihodinamsku psihoterapiju i kao takva imala je i samostalnu katedru na Medicinskom fakultetu.
U sklopu ambulantnog, dnevnobolničkog i stacionarnog liječenja koriste se sljedeće psihoterapijske tehnike: psihoanalitička terapija, grupna analiza, grupna psihoterapija, partnerska i obiteljska terapija, psihoanalitička psihodrama, autogeni trening, kratka dinamska psihoterapija, liaison psihoterapija i neke druge neanalitičke terapije.
Klinici danas prijeti gašenje. Samostalnost je načeta 2019. godine kada je pretvorena u Zavod, što se nikad nije događalo u povijesti KBC-a Rebro, jer se većina dosadašnjih ravnatelja trudila u okviru te elitne zdravstvene institucije imati što više klinika, a ne što manje. Zgrada Klinike za psihološku medicinu proglašena je veljače 2020. godine u dodatnom karantenom za grad Zagreb. Mjesec dana poslije, nakon potresa u Zagrebu, pod opravdanjem posljedica zagrebačkog potresa po bolnicu Jordanovac, usmenim nalozima intenzivno se radi na preseljenju djelatnika Klinike za psihološku u – Hotel Rebro, objekt koji ne zadovoljava skoro niti jedan zakonski kriterij za obavljanje zdravstvene djelatnosti. Na razini KBC-a Zagreb nije provedena niti jedna stručna rasprava razlozima iseljenja Klinike, u smislu prioriteta javnozdravstvenih potreba, prije svega na povećani broj duševnih tegoba u Hrvatskoj kao posljedici pošasti i potresa. S druge strane, zgrada Kliničke bolnice Dubrava zjapi prazna i vrlo neiskorištena, tek s jednim operativnim zahvatom u mjesec dana.